# Geographische Zentralbibliothek
Die Geographische Zentralbibliothek (GZB) ist die Bibliothek des Leibniz-Instituts für Länderkunde (IfL) in Leipzig. Sie bildet mit dem Archiv für Geographie eine Abteilung des Instituts.

## Auftrag
Die GZB hat in erster Linie die Aufgabe, den Wissenschaftlerinnen und Wissenschaftlern des IfL Fachliteratur zur Verfügung zu stellen. Entsprechend stehen die Forschungsschwerpunkte des Instituts im Vordergrund des Sammlungsprofils der Bibliothek. Hierzu zählen die Humangeographie, Theorie und Geschichte der Geographie, Kartographie sowie die Regionale Geographie des mittleren und östlichen Europa. Darüber hinaus ist die GZB als öffentliche Bibliothek bestrebt, die wichtigste Literatur weiterer Gebiete der Geographie und benachbarter Disziplinen vorzuhalten.

## Geschichte
Die GZB entstand nach 1945, als mehrere geographische Bibliotheken und Literaturbestände an einem Ort konzentriert wurden. Die wichtigsten Vorgängereinrichtungen waren die Bibliothek des Deutschen Instituts für Länderkunde und die Bibliothek der Geographischen Gesellschaft zu Leipzig. Hinzu kamen die Geographica aus anderen Bibliotheken, z. B. der aufgelösten Leipziger Stadtbibliothek.
Die Versorgung der Wissenschaftler mit geographischer Literatur blieb als zentrale Funktion während der gesamten DDR-Zeit erhalten. Durch die Fortführung des weltweiten Schriftentauschs, den die Geographische Gesellschaft seit ihrer Gründung 1861 und das Museum für Länderkunde seit dessen Eröffnung 1896 aufgebaut hatten, verfügte die GZB über ein großes Netzwerk. Zudem erhielt die Bibliothek zeitweise zusätzliche Devisen für die Beschaffung von Fachliteratur aus dem westlichen Ausland.
Nach der Friedlichen Revolution 1989 und der Neugründung des IfL konnte die GZB für den eigenen Schriftentausch auf die Publikationen des IfL zurückgreifen. Die Zahl der weltweiten Tauschpartner stieg auf zeitweise über 600 an. Durch die Übernahme mehrerer Gelehrtenbibliotheken (z. B. Hanno Beck, Robert Geipel, Otto Maull, Peter Meusburger, Peter Schöller oder Walter Sperling) konnten einige der Bestandslücken an Westliteratur geschlossen werden.

## Bestände
Mit einem Bestand von etwa 300.000 Bänden zählt die GZB zu den größten Bibliotheken ihres Fachgebiets in Deutschland. Rund 3500 Werke stammen aus der Zeit vor 1850. Im Rahmen des Landesdigitalisierungsprogramms Sachsen wurden die Altbestände digitalisiert und auf den E-Server der SLUB Dresden eingestellt. Von Bedeutung ist die Atlassammlung mit mehr als 6000 Bänden. Mehr als 2500 Zeitschriften und Serien werden laufend bezogen. Diese hohe Zahl ist vor allem auf die Bibliothek der deutschen Heimatzeitschriften zurückzuführen. Seit 2013 befindet sich diese Sondersammlung im IfL, sie wächst seither dynamisch an.
Zur GZB gehört eine Kartensammlung. Sie besteht aus ca. 70.000 topographischen und thematischen Einzelkarten. Hinzu kommen etwa 1500 Wandkarten und eine kleine Globensammlung.

## Zugänglichkeit
Die GZB ist für den Publikumsverkehr dienstags bis freitags geöffnet. Vor Ort stehen Arbeitsplätze zur Verfügung. Nach persönlicher Registrierung können die Bestände der Bibliothek kostenfrei ausgeliehen werden. Die GZB ist an den Fernleihverkehr der deutschen Bibliotheken angebunden.
Die Literatur der GZB wird in einem eigenen Online-Katalog (OPAC) nachgewiesen. Dort sind neben der Literatur auch die digitalisierten Karten und die digitalisierten Fotografien und Gemälde aus dem Archiv für Geographie zu finden. Darüber hinaus meldet die GZB ihre neu erworbene Literatur an die Verbund-Datenbank K10plus, die Zeitschriften und Serien an die Zeitschriftendatenbank (ZDB). Die digitalisierten Bilder werden von der Deutschen Digitalen Bibliothek (DDB) übernommen und auch in Europeana nachgewiesen. Die Altkarten wurden komplett digitalisiert und katalogisiert. Die digitalisierten topographischen und geologischen Kartenserien des Deutschen Reiches können im Katalog der GZB und auf dem Publikationsserver des FID-Geo recherchiert werden.

## Weiterführende Literatur
- Hönsch, Ingrid: Geographische Zentralbibliothek. In: Krause, Friedhilde (Hrsg.): Handbuch der historischen Buchbestände in Deutschland, Bd. 18: Sachsen L–Z. Hildesheim u. a.: Olms-Weidmann 1997, S. 183–185.